# Hypothyris fulvifascia
Hypothyris fulvifascia är en fjärilsart som beskrevs av Talbot 1932. Hypothyris fulvifascia ingår i släktet Hypothyris och familjen praktfjärilar. Inga underarter finns listade i Catalogue of Life.